# Mongolia en los Juegos Olímpicos de Atlanta 1996
Mongolia estuvo representada en los Juegos Olímpicos de Atlanta 1996 por un total de 16 deportistas, 12 hombres y 4 mujeres, que compitieron en 7 deportes.
El portador de la bandera en la ceremonia de apertura fue el luchador Dolgorsürenguiin Sumyaabazar.

## Medallistas
El equipo olímpico mongol obtuvo las siguientes medallas:
| Nombre                 | Deporte | Competición |
| ---------------------- | ------- | ----------- |
| Oro                    |         |             |
| —                      |         |             |
| Plata                  |         |             |
| —                      |         |             |
| Bronce                 |         |             |
| Dorzhpalamyn Narmandaj | Yudo    | –60 kg M    |